# Emotions
Emotions e името на втория студиен албум на певицата Марая Кери. Макар да не е така успешен както дебюта ѝ, албумът все пак се сдобива с повече от прилични продажби и с три хит сингъла достигнали челни позиции в класациите на няколко държави. В САЩ едноименният сингъл се превръща в петия хит №1 на Кери, а останалите два сингъла Can't Let Go и Make It Happen влизат успешно в ТОП 5 на Билборд достигайки съответно втора и пета позиция. Друго известно парче от албума е If It's Over, което Марая Кери изпълнява на церемонията на наградите Грами през 1992 а по-късно и на концерта си MTV Unplugged. Към днешна дата Emotions е продал над 12 милиона копия по цял свят.

## Списък с песните
1. „Emotions“ – 4:09
2. „And You Don't Remember“ – 4:26
3. „Can't Let Go“ – 4:27
4. „Make It Happen“ – 5:10
5. „If It's Over“ – 4:38
6. „You're So Cold“ – 5:05
7. „So Blessed“ – 4:13
8. „To Be Around You“ – 4:37
9. „Till the End of Time“ – 5:35
10. „The Wind“ – 4:41